# Titusind Timer
Titusind Timer er det fjerde studiealbum fra hip/hop-gruppen Østkyst Hustlers. Det er gruppen første album i 22 år, og det blev udgivet d. 24. Januar 2020. 
I 2017 udkom nummeret "Hey Tøsepige" og kort efter "Undskyld Skat" som singler fra albummet, og de første numre i eget navn siden 1998, som ikke var en del af et soundtrack.
Den 12. september 2019 offentliggjorde Østkyst Hustlers, via en video på deres Facebookside, at gruppen var i gang med at indspille nye sange til deres kommende album Titusind Timer, der bliver gruppens første i 22 år. Albummet udkom d. 24. Januar 2020, og er tilgængeligt på alle streamingtjenester og for første gang på vinyl. Den 19. september offentliggjorde gruppen en tourplan med koncerter i 2020 der skulle understøtte det nye album.
Albummet modtog tre ud af seks stjerner i musikmagasinet GAFFA, der skrev at "de tre herrer rapper stadig fint om end lidt onkelagtigt".

## Spor
1. "Nul Fucks" - 1:33
2. "Føniks" - 3:13
3. "Bare Det Var Mig" - 3:35
4. "Lad Mig Være" - 3:01
5. "Hey Tøsepige" - 4:24
6. "Undskyld Skat" - 4:46
7. "København" - 4:47
8. "Shit" - 4:48
9. "En Chance Til" - 3:24
10. "Det Rager Mig En Bønne" - 2:40
11. "Louise" - 4:21
12. "Malstrømmen" - 2:40
13. "Femogtyve År Senere" - 1:50